# It Pays to Wait
It Pays to Wait è un cortometraggio muto del 1912 scritto e diretto da Allan Dwan.

## Produzione
Il film fu prodotto dalla Flying A (American Film Manufacturing Company).

## Distribuzione
Distribuito dalla Film Supply Company, il film - un cortometraggio in una bobina - uscì nelle sale cinematografiche USA il 29 luglio 1912 e in quelle britanniche il 14 settembre 1912.